# Боткінс (Огайо)
Боткінс (англ. Botkins) — селище (англ. village) в США, в окрузі Шелбі штату Огайо. Населення — 1155 осіб (2010).

## Географія
Боткінс розташований за координатами 40°27′9″ пн. ш. 84°10′45″ зх. д. / 40.45250° пн. ш. 84.17917° зх. д. (40.452380, -84.179106).  За даними Бюро перепису населення США в 2010 році селище мало площу 3,25 км², з яких 3,21 км² — суходіл та 0,03 км² — водойми.

## Демографія
Згідно з переписом 2010 року, у селищі мешкало 1155 осіб у 480 домогосподарствах у складі 315 родин. Густота населення становила 356 осіб/км².  Було 507 помешкань (156/км²).
Расовий склад населення:
| - 97,7 % — білих - 0,6 % — азіатів - 0,4 % — чорних або афроамериканців - 0,1 % — вихідців з тихоокеанських островів - 0,1 % — корінних американців |

До двох чи більше рас належало 1,0 %. Частка іспаномовних становила 0,7 % від усіх жителів.
За віковим діапазоном населення розподілялося таким чином: 25,4 % — особи молодші 18 років, 61,4 % — особи у віці 18—64 років, 13,2 % — особи у віці 65 років та старші. Медіана віку мешканця становила 37,8 року. На 100 осіб жіночої статі у селищі припадало 98,5 чоловіків;  на 100 жінок у віці від 18 років та старших — 97,3 чоловіків також старших 18 років.
Середній дохід на одне домашнє господарство  становив 63 222 долари США (медіана — 51 500), а середній дохід на одну сім'ю — 81 573 долари (медіана — 65 132). Медіана доходів становила 44 750 доларів для чоловіків та 42 500 доларів для жінок. За межею бідності перебувало 6,8 % осіб, у тому числі 3,5 % дітей у віці до 18 років та 8,8 % осіб у віці 65 років та старших.
Цивільне працевлаштоване населення становило 641 осіб. Основні галузі зайнятості: виробництво — 29,5 %, освіта, охорона здоров'я та соціальна допомога — 24,2 %, роздрібна торгівля — 8,9 %, будівництво — 8,9 %.